# Internationale Seilbahn-Rundschau

Das Logo der Zeitschrift

Die Internationale Seilbahn-Rundschau (ISR) ist ein österreichisches Seilbahn-Fachmedium. Sie enthält Fachinformation und Berichterstattung über aktuelle Entwicklungen in der Seilbahnbranche.
Themenschwerpunkte sind Seilbahnanlagen, Seilbahnseile, Seilbahnfahrzeuge, Seilbahntechnik, städtische Seilbahnen, APMs, Seilbahnrecht, Beschneiungsanlagen, Pistengeräte, Zutrittssysteme, Umweltmanagement, Marketing und Tourismus.
Sie richtet sich an Geschäftsführer, Betriebsleiter und Mitarbeiter der Seilbahnbetriebe sowie Führungskräfte von Kommunal- und Tourismusunternehmen, Vertreter der Industrie, Architekten und Projektanten sowie Behördenvertreter in den Ministerien und Landesregierungen.
Sechsmal jährlich erscheinen Regelhefte (deutsch/englisch bzw. deutsch/französisch), außerdem Sonderausgaben in Chinesisch, Russisch und Spanisch.
Die Auflage der Regelhefte beträgt 6.500 Exemplare (1. Halbjahr 2011 laut ÖAK). Gegründet wurde das Fachmagazin im Herbst 1957, Herausgeber ist Bohmann Druck & Verlag.

## Weblink
- Webpräsenz